# Nandrin
Nandrin ist eine Gemeinde in der belgischen Provinz Lüttich. Sie besteht aus den Ortschaften Nandrin, Saint-Séverin-en-Condroz, Villers-le-Temple, Yernée-Fraineux und einem Teil von d’Abée-Scry (Quatre Bras).

## Sehenswürdigkeiten
- Im Ortszentrum von Nardin steht der Donjon de Nandrin, gebaut im 13. Jahrhundert von Baudouin de Saint-Servais.
- Im Stadtteil Villers-le-Temple, dessen Ursprung von dem Templerorden herführt, befindet sich der Rest der Komturei der Tempelritter, Manoir de la Tour und Château de la Tour-au-Bois.
- im Stadtteil Yernée-Fraineux befindet sich das Château de Yernée sowie das Château de Fraineux beide aus dem 18. Jahrhundert.

## Weblinks

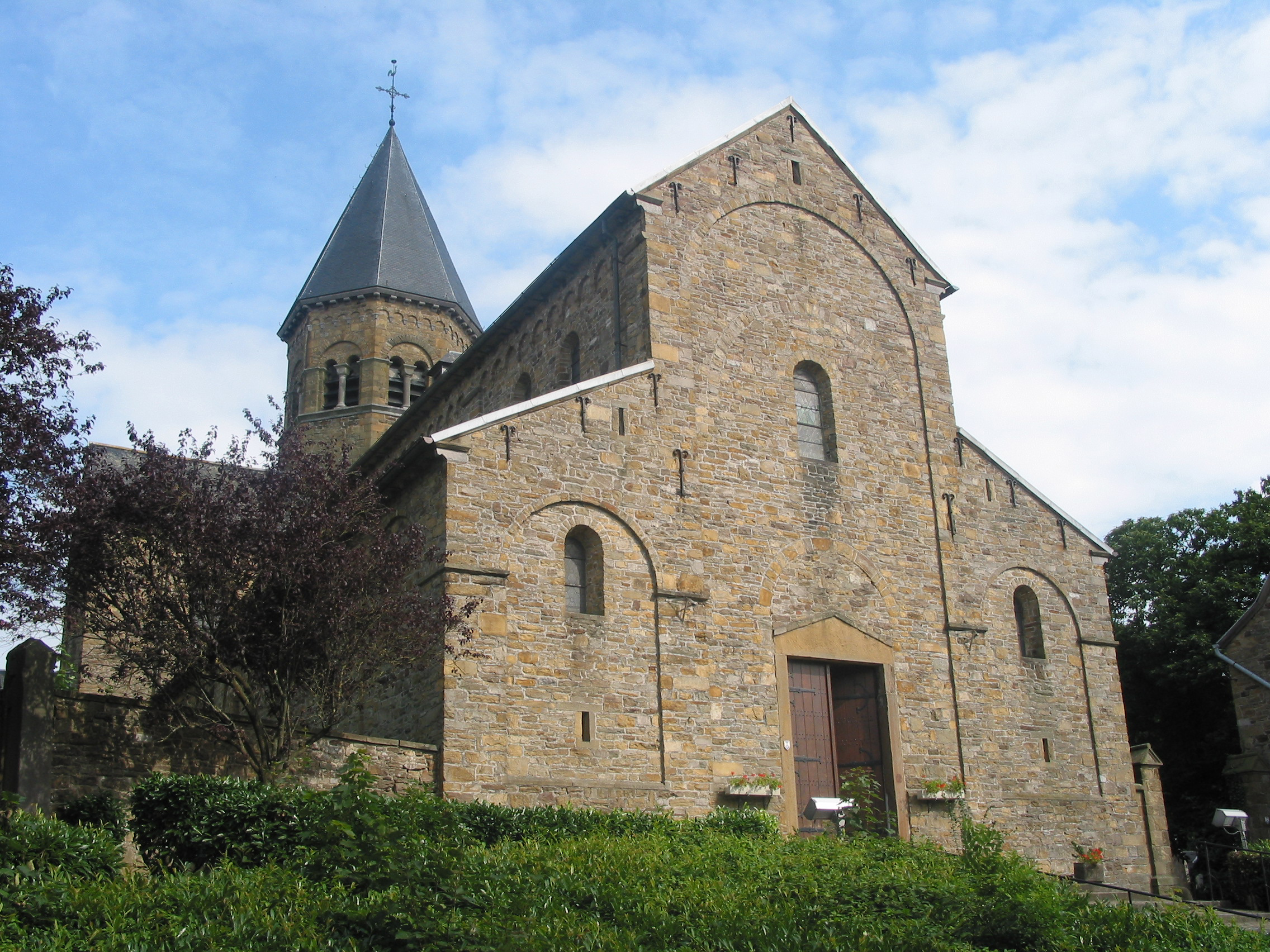
Kirche Saints Pierre et Paul (17. Jh.) in Saint-Séverin-en-Condroz